# ذو المنقار الرقيق الجيد
ذو المنقار الرقيق الجيد (الاسم العلمي: Euleptorhamphus)، جنس أسماك بحرية من فصيلة نصفيات المنقار ورتبة الإبريات.